# Loperamid
Loperamíd, pod tržnim imenom Imodium in drugimi, je učinkovina iz skupine agonistov opioidnih receptorjev, ki se uporablja kot zdravilo proti driski (antidiaroik). Za ta namen se pogosto uporablja pri bolnikih s sindromom razdražljivega črevesa, kronično vnetno črevesno boleznijo (Crohnovo boleznijo in ulceroznim kolitisom) ali sindromom kratkega črevesja. Odsvetuje se pri krvavi griži (dizenteriji), prisotnosti sluzi v blatu ali kadar drisko spremlja vročina. Uporablja se skozi usta (peroralno).
Med pogoste neželene učinke spadajo bolečina v trebuhu, zaprtje, zaspanost, bruhanje in suha usta. Poveča lahko tveganje za pojav toksičnega megakolona. Njegova varnost med nosečnostjo ni potrjena, vendar trudi niso znane nobene negativne posledice na plod. Podatki kažejo, da je njegova uporaba med dojenjem varna. Gre za opioidno učinkovino, ki se slabo vsrka iz črevesja v krvni obtok in v običajnih odmerkih ne prehaja krvno-možganske pregrade. Antidiaroično deluje tako, da zmanjša kontrakcije črevesja.
Loperamid so prvič sintetizirali leta 1969, klinično pa so ga prvič uporabili leta 1976.  Uvrščen je na seznam osnovnih zdravil Svetovne zdravstvene organizacije, torej med najpomembnejša učinkovita in varna zdravila, potrebna za normalno zagotavljanje zdravstvene oskrbe. Na trgu so že generična zdravila.

## Klinična uporaba
Loperamide je učinkovit pri zdravljenju različnih tipov driske, na primer pri bolnikih s sindromom razdražljivega črevesa, kronično vnetno črevesno boleznijo (Crohnovo boleznijo in ulceroznim kolitisom) ali sindromom kratkega črevesja. Uporablja se tudi pri bolnikih z ileostomo za upočasnitev izločanja blata.
Loperamid se ne sme uporabljati kot primarno zdravljenje krvave griže, akutnih zagonov ulceroznega kolitisa ali bakterijskega enterokolitisa.

## Neželeni učinki
Najpogostejši neželeni učinki ob uporabi loperamida so zaprtje (pri 1,7–5,3 % bolnikov), omotica (pri do 1,4 %), slabost (0,7–3,2 %) in trebušni krči (0,5–3,0 %). Redki, a resnejši neželeni učinki vključujejo toksični megakolon, paralitični ileus, angioedem, anafilaksijo/preobčutljivostne reakcije, toksično epidermalni nekrolizo, Stevens–Johnsonov sindrom, multiformni eritem, zastoj urina in vročinsko kap.

## Mehanizem delovanja
Loperamid je sintetični opioid, ki deluje kot agonist na opioidnih receptorjih μ v mienteričnem pleksusu (živčni pletež v steni debelega črevesa). V črevesju deluje na isti način kot morfin – zmanjša aktivnost mienteričnega pleksusa in s tem tonus vzdolžnih in krožnih gladkih mišic v črevesni steni. S tem se podaljša čas premikanja črevesne vsebine vzdolž debelega črevesa, kar omogoča, da se iz iztrebkov vsrka skozi črevesno steno nazaj v organizem več vode. Loperamid zavira tudi gastrokolični refleks, ki sicer poveča peristaltiko želodca, tankega in debelega črevesa po zaužitju predvsem tekoče hrane na prazen želodec.
Koncentracija loperamida v krvnem obtoku je omejena zaradi dveh razlogov. Glikoproteini P v celicah črevesne stene izplavljajo loperamid iz celic nazaj v črevo, absorbirana učinkovina v sistemski krvni obtok pa je v jetrih deležna obsežnega učinka prvega prehoda.